# Drapeau du Timor oriental
 (septembre 2024).
Le Drapeau du Timor oriental remonte à 1975 mais fut adopté en 2002, à la suite de l'acquisition de l'indépendance du pays. 

## Description
Le triangle noir représente le sombre passé qu'il faut surmonter, le jaune rappelle les traces du colonialisme et le rouge symbolise la lutte pour la libération nationale. L'étoile est « la lumière qui nous guide », et sa couleur blanche est symbole de paix.

## Historique

Drapeau colonial portugais proposé pour le Timor-Leste (1967)
Drapeau du Front révolutionnaire pour l'indépendance du Timor oriental